# Младен Додић
Младен Додић (17. октобар 1969, Ђаковица) је српски фудбалски тренер и бивши фудбалер
Током 2014. и 2015. године је био селектор младе репрезентације Србије. Пре младе репрезентације тренирао је Јагодину, коју је довео до финала купа Србије у ком је изгубила од Војводине (2:0). Водио је екипу Јагодине и у два циклуса квалификација за Лигу Европе у којима је у другом колу испадала од Рубина и Клужа. То је био његов други мандат у Јагодини. У каријери је тренирао и Напредак (два пута), Нови Пазар (два пута), Динамо Врање, Јавор...
Рођен је у Ђаковици из које се након неког времена са породицом сели у Крушевац. Завршио је средњу Електротехничку школу и Спортску академију у Београду. Отац је Алексе и Дине Додић.